# Mount Stuart
Mount Stuart je hora na jihozápadě Chelan County, ve střední části státu Washington.
Mount Stuart je nejvyšší horou pohoří Wenatchee Mountains, které tvoří severní část Kaskádového pohoří.
Náleží k nejvyšším horám ve Washingtonu.